# Aeropuerto Internacional Bonriki
El Aeropuerto Internacional Bonriki, es el principal aeropuerto de Kiribati. Opera con los principales puntos de Oceanía.

## Aerolíneas y destinos
Esta es la lista de aerolíneas y destinos del aeropuerto:
| Aerolíneas       | Destinos                                                                              |
| ---------------- | ------------------------------------------------------------------------------------- |
| Air Kiribati     | Abaiang, Abemama, Butaritari, Kuria, Maiana, Makin, Marakei, Nonouti, Tabiteuea North |
| Fiji Airways     | Nadi                                                                                  |
| Nauru Airlines   | Kiritimati, Koror, Majuro, Nauru, Pohnpei                                             |
| Solomon Airlines | Honiara                                                                               |